# Tizatlán
Tizatlán es un sitio arqueológico mesoamericano ubicado en la localidad homónima en el estado mexicano de Tlaxcala. Se encuentra protegido bajo la jurisdicción del Instituto Nacional de Antropología e Historia (INAH) con el código ZA154 catalogado como monumento histórico. Se localiza a 8 kilómetros de la ciudad de Tlaxcala, a 50 kilómetros de la ciudad de Puebla y a 123 kilómetros  de la Ciudad de México.
Fue en este lugar, el 23 de septiembre de 1519, donde se pactó la alianza militar hispano-tlaxcalteca, entre Xicohténcatl Huehue (el Viejo), de quien se dice tenía entonces más de 100 años de edad, y el conquistador español Hernán Cortés, hecho que desencadenaría la caída del más grande poder prehispánico: El imperio Mexica.

## Toponimia
Tizatlán es un término de la lengua náhuatl lo que se interpreta al idioma español como «Lugar de la tiza». Este nombre ha sido establecido desde su fundación por la cultura teochichimeca en el siglo XIII.

## Origen
El área nuclear del asentamiento prehispánico se remonta hacia el siglo XIV d. C. y fue edificado después de la separación de un grupo de habitantes del señorío Altépetl de Ocotelulco. Se cuenta que tras la muerte de
Acantehuatecutli, señor de Ocotelulco, las disensiones y discordias por el poder provocaron la separación de
Tzompane, un caudillo, y con ello el establecimiento de un nuevo barrio; los sucesores de Tzompane fueron quienes al paso del tiempo consolidaron el señorío de Tizatlán.

## Historia
La zona arqueológica de Tizatlán tuvo su auge en el siglo XIV d. C. Fue descubierta en 1927.
En el sitio, se encontraron paredes del altar decoradas con formas animales y humanas. Además, fueron descubiertos lugares como el gran basamento, y un museo de sitio fue construido para la exposición de los artefactos e historia del lugar.
En una capilla antigua construida sobre los edificios prehispánicos se bautizaron y convirtieron al cristianismo los cuatro señores de la República de Tlaxcala. Tizatlán fue el cuarto tlatocayotl (señorío) o calpulli (barrio) fundado por los teochichimecas hacia el siglo XIII.

### Papel Importante durante el proceso de laConquista
El 23 de septiembre de 1519, cuándo Cortés y sus hombres llegaron a Tizatlán donde ya había mucha multitud; frente a la casa palaciega de Xicoténcatl en una especie de plazoleta, ya se encontraban los 4 señoríos (Citlalpopocatzin, Tlehuetxolotzin, Maxixcatzin y Xicoténcatl Joven), Xicoténcatl Huehue quien por haber quedado ciego, no había descendido los escalones y se encontraba en el dintel de la puerta. Ahí fue donde se disculparon tanto los tlaxcaltecas como los españoles, por las batallas que acontecieron, y les dieron alojo en el palacio, que era muy pequeño a falta de recursos por culpa de los mexicas, donde estuvieron un mes y se acordó la alianza que después acabó con el imperio Mexica.
Su entrada fue un acontecimiento que el mismo Bernal describió: flores, enramadas, incienso, gritos y un gran tumulto en el que destacaban los principales, esposas, hijos e hijas y sacerdotes; curiosos asomándose desde sus casas, otros corriendo por las calles para seguir la avanzada de los soldados, no hay que olvidar la gran impresión que debieron causar aquellos montados en caballos, los que a primer ojo creyeron venados. ¿Habrán existido otros  naturales escondidos por el miedo a los extranjeros?
Elocuentes palabras escribieron algunos cronistas sobre las características de esta ciudad, seguro, la más impresionante desde el arribo a la Villa Rica de la Vera Cruz. Hernán Cortés en sus Cartas de Relación la describió así: “…mucho más grande que Granada, abastecida con cosas de la tierra, aves, pan, pescado, legumbres y otros alimentos; un mercado donde se vendían plumas, joyería, piedras y metales; loza tan buena como la de España; hierbas comestibles y medicinales; baños donde se lavaban la cabeza y recortaban el pelo…”
Durante su estancia en el Palacio de Xicoténcatl, Hernán Cortés no tardó en comenzar a hacer sus modificaciones al lugar, pues decidió que en una de las habitaciones se pondría un altar para que tomaran misa.
A lo largo de su relato, Díaz del Castillo también hace énfasis en lo poco que les impresionó este lugar ya que no tenía grandes decoraciones, únicamente era una estructura con varias habitaciones.
Esto para ellos evidenciaba que los tlaxcaltecas tenían muy pocos recursos, pues lo poco que les regalaban era de poco valor para ellos, culpaban a Moctezuma, quien les habría quitado todas sus riquezas. Por tanto, decidieron ofrecerles a sus mujeres. Lamentablemente, lo poco que se puede recuperar de cómo era el palacio es únicamente de los relatos de los españoles, pues decidieron destruir casi por completo estas edificaciones. Con los restos, erigieron la Iglesia de San Esteban Tizatlán, lo mismo que sucedió con el Templo Mayor y la Catedral Metropolitana.

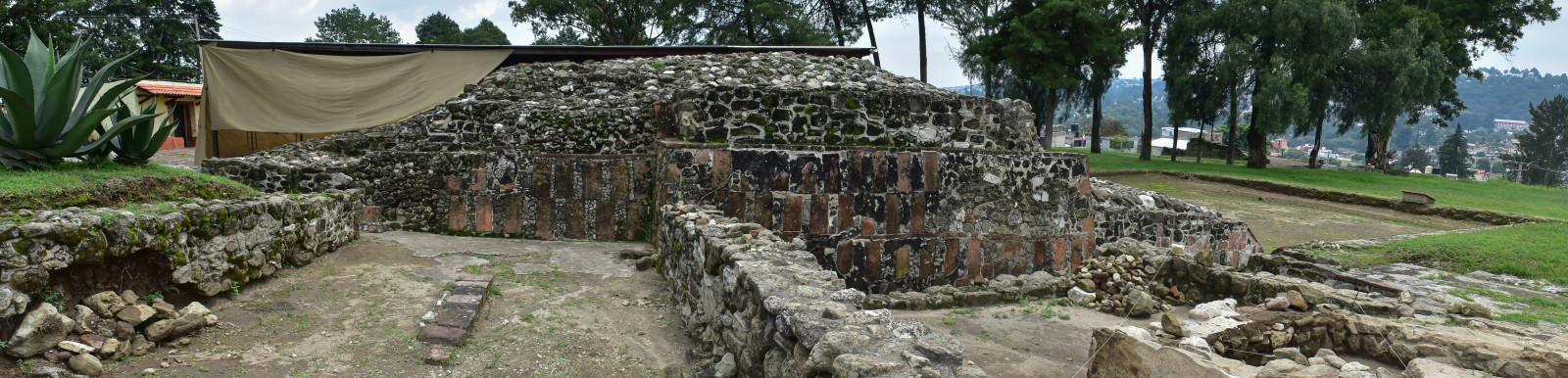
Zona Arqueológica de Tizatlan Tlaxcala, Foto Daniel Ponce, 07092021, foto1

Se sabe que tanto los patios como los altares que había en Tizatlán eran policromados, es decir, que estaban pintados de diferentes colores, principalmente de rojo, amarillo y azul.
Actualmente, los colores aún se preservan en dos de los altares del palacio, los cuales representaban a Mictlantecuhtli (dios de la guerra), Tezcatlipoca (dios de la noche) y Camaxtli (la principal deidad de los tlaxcaltecas, también de la guerra y la caza).

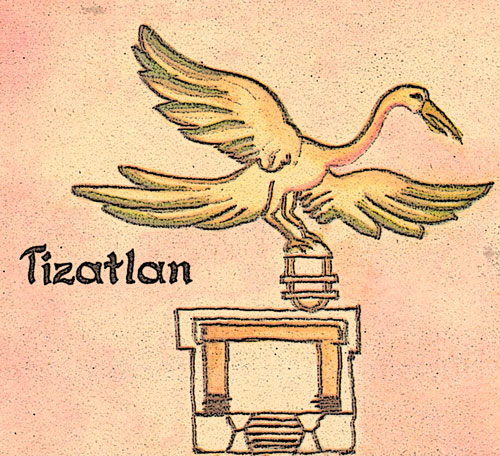
Jeroglífico del señorío de Tizatlán

## Descubrimiento
El sitio arqueológico fue descubierto en 1927, debido a que según se cuenta, al señor Pánfilo Sánchez se le aparecía Huehue Xicohténcatl, quien lo sacaba de su casa por las noches y lo conducía hasta el lugar donde se ubica actualmente la zona arqueológica. Una vez allí el espíritu le decía a Pánfilo Sánchez que excavara para poder entregarle su tesoro. La comunidad al enterarse de tal suceso decidió, por su cuenta, cavar el sitio que, según Sánchez, Xicoténcatl le señalaba; pero en vez del «tesoro» fueron hallados los altares policromos que hoy podemos apreciar.

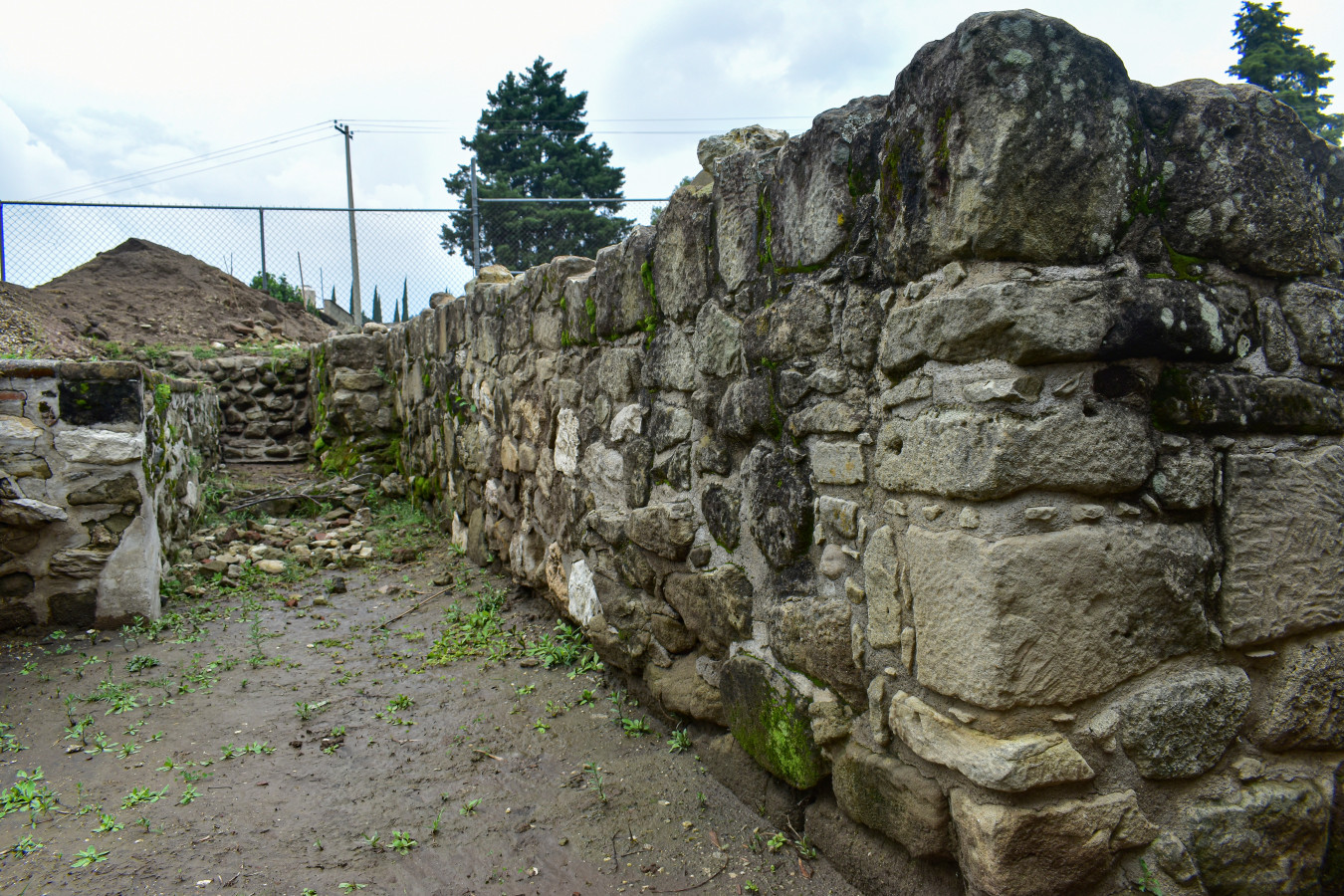
Parte de una pared de la zona arqueológica

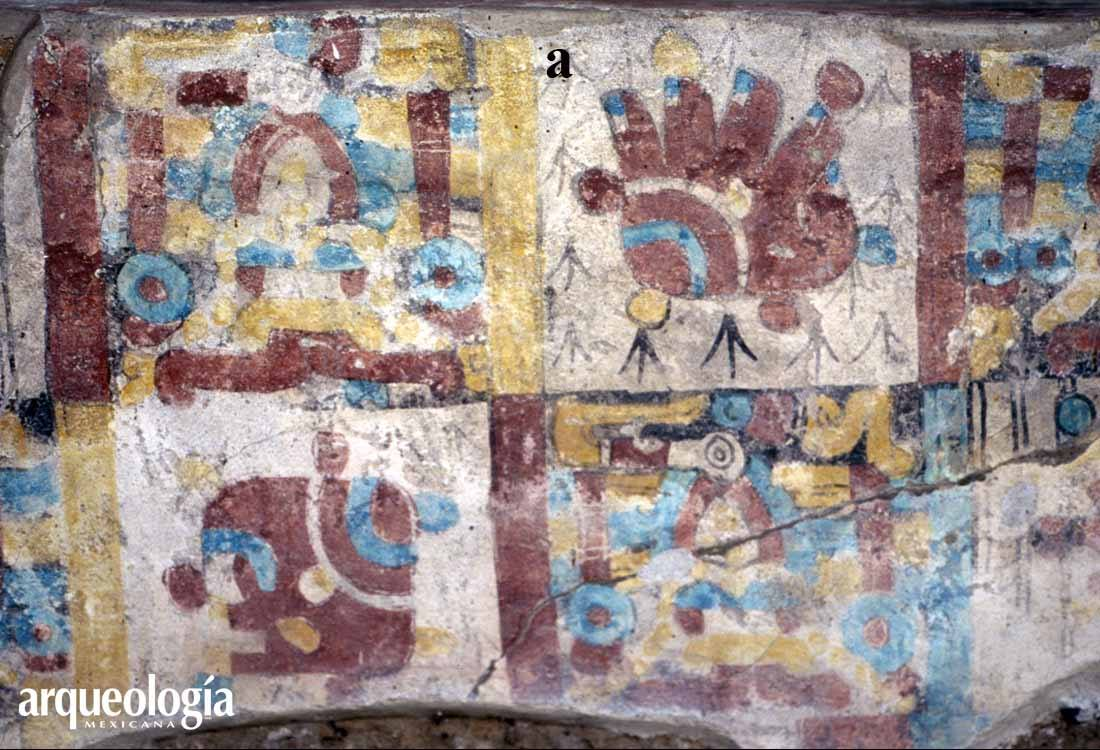
Detalle de la pintura mural del altar de Tizatlán, Tlaxcala. Se aprecia el motivo de la mano cortada (a)

Estos altares fueron llamados, desde el momento de su descubrimiento, como altares de sacrificios; Alfonso Caso y luego Eduardo Noguera se ocuparon de hacer una interpretación de los mismos, aunque los trabajos se detuvieron y es hasta 1930 cuando Benalí Salas libera completamente la estructura donde se ubican los altares al mismo tiempo que encuentra una ofrenda. En 1940 Hugo Moedano Koer localiza una ofrenda al pie de la escalera que se halla al frente del basamento principal, ésta consistía en dos flautas de barro, un silbato y una ocarina del mismo material; además de una orejera, un idolillo de jade y un diente de jaguar. Para 1957 Eduardo Noguera y Román Piña Chán establecen, después de las excavaciones de una serie de pozos, la estratigrafía del sitio. En 1980 Daniel Molina excavó en la parte posterior de la Capilla abierta y encontró varios entierros, en ese mismo año Roberto Gallegos Ruiz realizó trabajos en los lugares aledaños a los altares, consolidó el muro sur, limpió y escombró el sitio; también estableció una nomenclatura para las construcciones del sitio. Es hasta 1990, con el Proyecto Cuatro Señoríos, cuando nuevamente se realizan excavaciones de manera intensiva.«26 DE DICIEMBRE, FIESTA EN HONOR A SAN ESTEBAN MÁRTIR.». Tlaxcala Cultural. 21 de diciembre de 2018. Consultado el 4 de febrero de 2024.</ref>